# Tombes reials de la dinastia Joseon
Les Tombes Reials de la Dinastia Joseon són un conjunt de 40 tombes dels membres de la dinastia Joseon de Corea (1392-1910). Aquestes tombes es troben dispersos en més de 18 localitzacions a través de Corea del Sud. Van ser construïts per honrar i respectar els avantpassats i els seus èxits, i afirmar la seva autoritat real. Les tombes estan inscrites a la llista del Patrimoni de la Humanitat de la UNESCO des de 2009.